# Xec Pons Sans
Xec Pons Sans (Fornells, 12 de gener de 1979), conegut pel nom de ploma Senyor Ca, és un poeta, novel·lista, bloguer i podcaster, membre de l'associació es Far Cultural.

## Biografia
Xec Pons de Sans va néixer a Fornells, poble en què encara viu i que forma part del seu univers literari. És llicenciat en història de l'art per la Universitat de les Illes Balears. També ha viscut a Barcelona, ciutat on va ser alumne de l'escola d'escriptura de l'Ateneu Barcelonès (2015-2019). Ha estat cinc vegades finalista del Premi de narració curta Illa de Menorca (edicions XVII, XVIII, XIX i XXII) i vencedor en el Premi Francesc d'Albranca 2015 i del Premi es Molí de Foc. També en el camp de la narrativa, ha publicat una novel·la, La mar tancada (Menorca, 2023) obra amb pròleg de l'editora Sabina Urraca que va iniciar el projecte editorial de Llentrisca edicions.
En el camp de la poesia, ha participat en la dècima edició recital Illanvers (2013), coordinat per Sergi Cleofé i Pere Gomila, i també en Vers Hivern (edició de 2017) i, habitualment, en cadascuna de les edicions de l'Slam Poetry Menorca (d'ençà del 2018). A més a més, té un blog en què difon part de la seva producció.
Ara bé, la seva activitat cultural va més enllà de la creació literària. Com a membre de l'associació es Far Cultural és present en l'organització de diferents esdeveniments, entre els que es poden destacar el Menorca Doc Fest. Fa quatre temporades que també mena el podcast literari "Biblioteca Freak" a Ràdio Far.

## Obra

### Novel·la
- Pons Sans, Xec. 2023. La mar tancada. Menorca: Llentrisca edicions.

### Narrativa breu
- Pons Sans, Xec. 2008. «La soledat i un dia». A: Motxilla vermella a Sant Joan i altres relats finalistes del XVII Premi Illa de Menorca de Narració curta. Menorca: Editorial Menorca, p. 101-109.
- Pons Sans, Xec. 2009. "". A: Naixeràs dues voltes i altres relats finalistes : del XVIII Premi Illa de Menorca de Narració Curta. Menorca: Editorial Menorca.
- Pons Sans, Xec. 2010. "". A: Ca ses russes : i altres relats finalistes del XIX Premi Illa de Menorca de Narració Curta. Menorca: Editorial Menorca.
- Pons Sans, Francesc. 2014. "Desvariejos d'un insomne". A: Ofegat per la burocràcia i els set relats finalistes del XXI Premi Illa de Menorca de Narració Curta. Menorca: Editorial Menorca, p. 83-92.
- Pons Sans, Xec. 2015. "". A: "Ara, ja saps qui ets" i els sis relats finalistes del XXII Premi Illa de Menorca de Narració Curta. Menorca: Editorial Menorca.
- Pons Sans, Xec. 2014. A: Menorca 100x100. Alaior: RgM.
- Pons Sans, Xec. 2021. "Les croquetes". A: Vila Pla, Vicent. Es Molí de Foc : 25 anys d'intensitat culinària 1996-2021. Sant Climent: Es Molí de Foc, p.

### Poesia
- Senyor Ca i Irú. 2016. A foc creuat. Fotografies de Cristian P. Coll. Menorca: Es Far Cultural.
- Pons Sans, Xec. 2013. A: Illanvers X. Menorca, p. 25-30.

### Catàlegs
- Es Far Cultural. 2022. Illes d'art : 2015-2021. Menorca: Es Far Cultural.